# Франклін (ураган, 2023)
Ураган «Франклін» (англ. Hurricane Franklin) — довготривалий і потужний ураган, який приніс тропічні штормові вітри на частини Великих Антильських і Бермудських островів. Сьомий названий шторм, другий ураган і перший великий ураган сезону атлантичних ураганів 2023 року. Франклін вплинув на Гаїті як тропічний шторм, а через кілька днів переріс у потужний ураган 4 категорії. Маючи велике поле вітру, ураган створив вітри тропічної штормової сили над Бермудськими островами.
Франклін приніс сильні опади та вітер, завдаючи шкоди будівлям. У Домініканській Республіці повідомлялося про двох загиблих, ще одна людина зникла безвісти. Щонайменше 350 осіб були переміщені, понад 500 будинків і 2500 доріг постраждали або були пошкоджені. Кілька районів у Домініканській Республіці були відключені це майже 350 000 будинків залишилися без світла, а ще 1,6 мільйона будинків були відключені від питної води.

## Метеорологічна історія

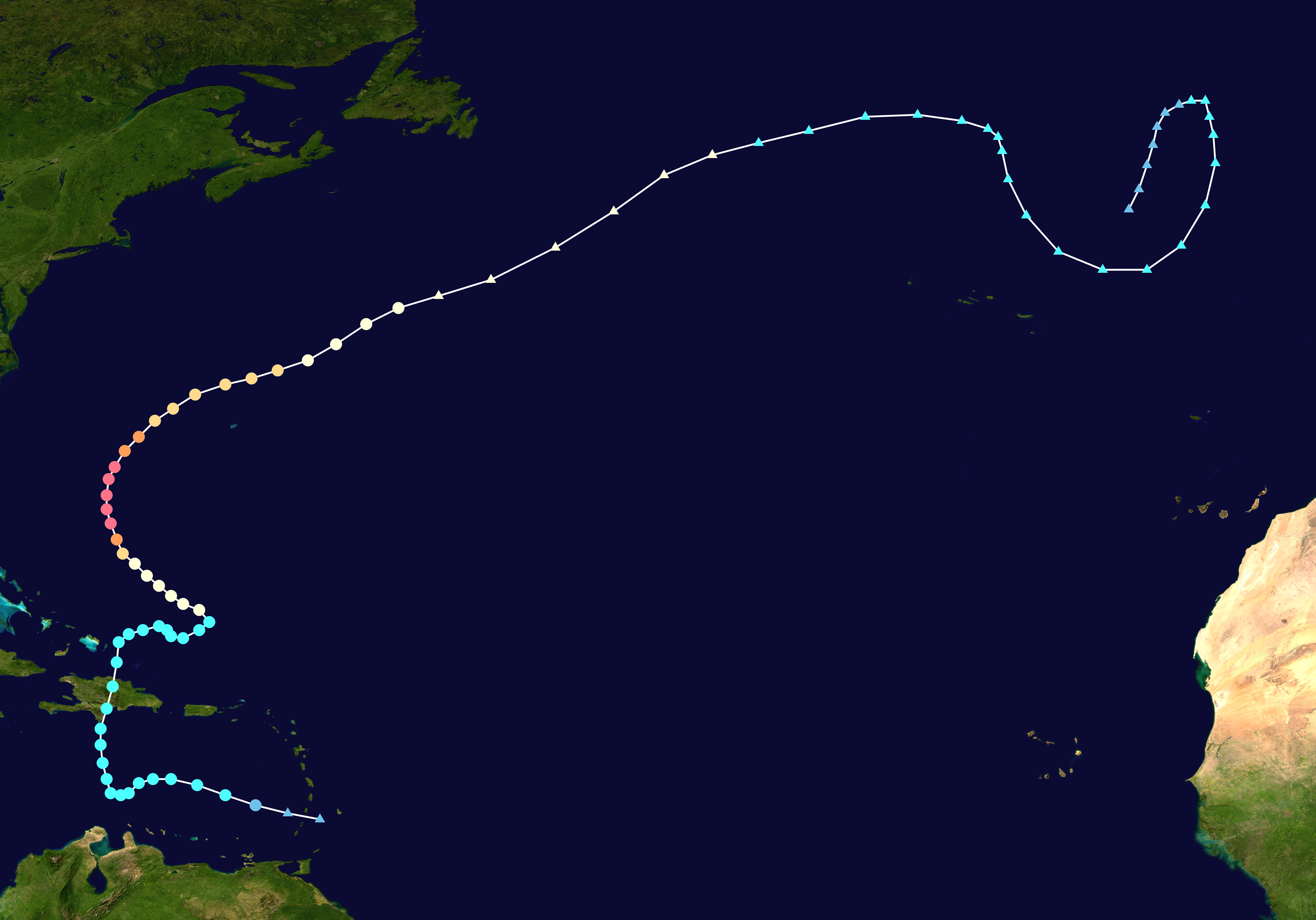
Траєкторія руху Урагану Франклін

17 серпня Національний центр спостереження за ураганами (NHC) почав спостерігати за подовженою западиною низького тиску, розташованою значно на південний-схід від Малих Антильських островів, на предмет можливості повільного розвитку. Область низького тиску утворилася 19 серпня на схід від Підвітряних островів, і після входу в Карибське море 20 серпня утворився тропічний шторм «Франклін». Протягом наступних кількох днів «Франклін» рухався Карибським морем, борючись із помірним зсувом вітру. Це додало циклону розпатланий вигляд із більшою частиною конвекції на схід від його центру, і NHC кілька разів зазначав, що Франклін міг не мати чітко визначеного центру циркуляції 22 серпня. Вранці 23 серпня шторм почав рухатися на північний захід, а потім повернув на північ, став дещо краще організованим, що дозволило йому посилитися. Потім Франклін вийшов на сушу з максимальною швидкістю вітру 50 миль/год (80 км/год) на південь від Бараони, Домініканська Республіка, незадовго до 12:00 UTC 23 серпня.
Ослаблення відбулося після того, як Франклін вийшов на сушу, і він вийшов в Атлантичний океан о 21:00 UTC як мінімальний тропічний шторм. Після дрейфу на схід і боротьби з сильним західним зсувом і взаємодією суші протягом кількох днів, Франклін увійшов у більш сприятливе середовище для розвитку 25 серпня та негайно посилився до урагану 1 категорії наступного ранку. Подальше зменшення зсуву вітру разом із меншою сухістю повітря дозволило Франкліну почати швидко посилюватися, коли він рухався на північний-захід, ставши першим великим ураганом сезону о 09:00 UTC 28 серпня. Франклін потім почав посилюватися навіть швидше, ставши ураганом категорії 4 трохи більше ніж 24 години. Потім Франклін повернувся на північ, незабаром після цього досяг свого піку інтенсивності з максимальною швидкістю вітру 150 миль/год (240 км/год) і орієнтовним центральним тиском 926 мбар (27,34 дюйма рт. ст.) перед тим, як розпочати цикл заміни очної стінки, що призвело до того, що він почав повільно слабшає, коли повертає на північний-схід. Ця тенденція збереглася після завершення циклу, оскільки північний зсув вітру від потоку урагану Ідалія на південний-захід посилився над Франкліном і до 09:00 UTC 30 серпня він ослаб до 2-ї категорії. Наступного дня, під час проходження на північ від Бермудських островів, зсув вітру над Франкліном ще більше посилився, в результаті чого штормове око зникло, оскільки воно ставало все більш асиметричним, а його швидкість вперед прискорювалася.
Того ж дня Франклін почав втрачати свої тропічні характеристики, і до 21:00 UTC 1 вересня він перетворився на позатропічний циклон ураганної сили. Незабаром після цього сильний циклон поглинув менший і слабший тропічний шторм «Хосе», який був розташований на його сході, після короткої взаємодії Фудзівари. Після цього система прискорилася на північний-схід. До 4 вересня він був розташований на північ від Азорських островів, а потім перемістився на південний-схід до північно-західного узбережжя Іспанії через три дні. У той час, коли система рухалася над теплішими водами, NHC знову почав спостерігати за нею на предмет можливої реконструкції. Деяка реорганізація відбулася, але система не регенерувала в тропічний або субтропічний циклон. NHC припинив моніторинг посттропічного циклону, оскільки він рухався на північ 7 вересня, а залишковий циклон розсіявся наступного дня.

## Підготовка та вплив

### Домініканська республіка

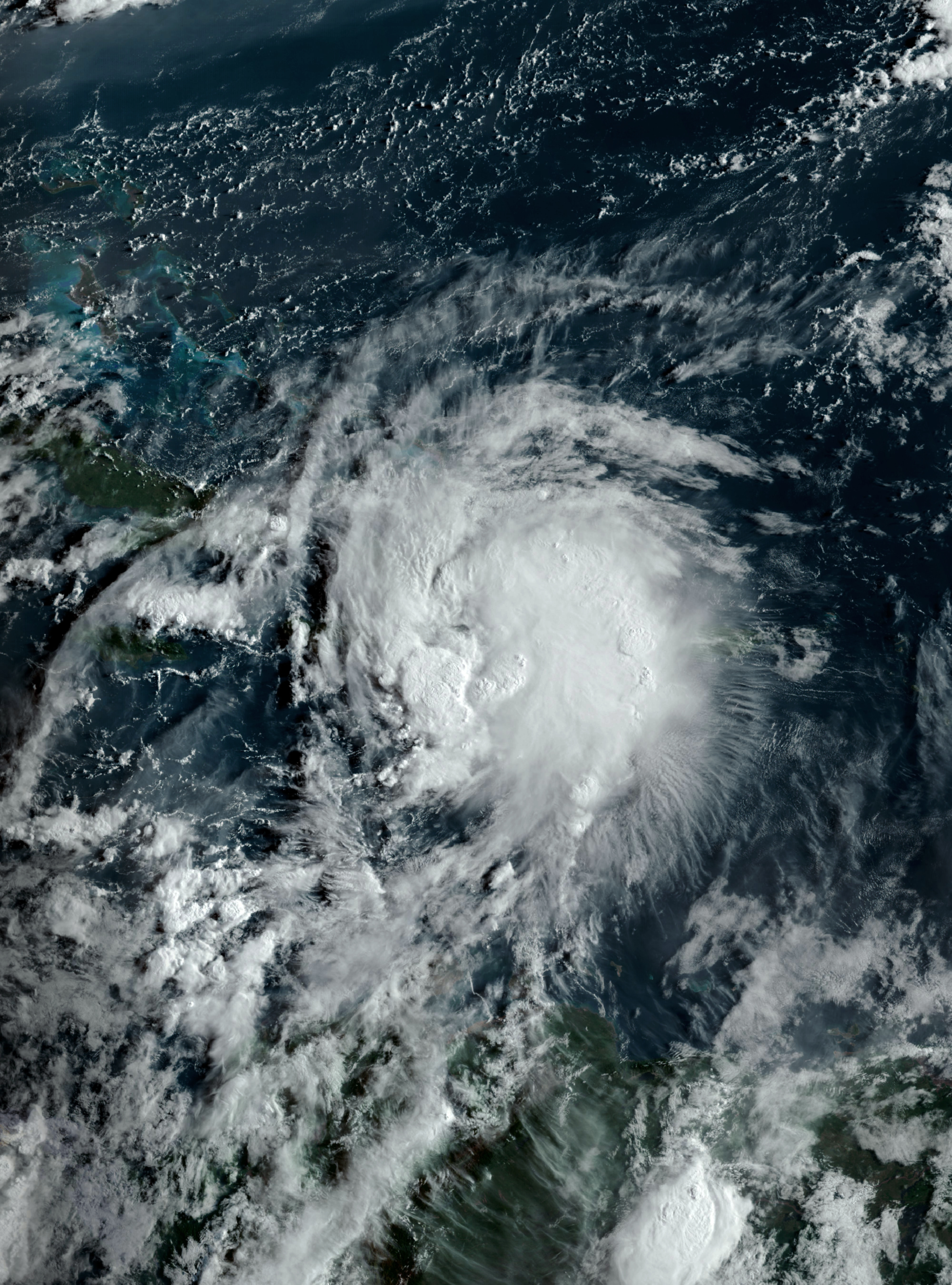
Франклін виходить на сушу в Домініканській Республіці 23 серпня

Школи, урядові будівлі та аеропорти були закриті до 24 серпня. У Домініканській Республіці понад 200 людей перебували в притулках, а 24 з 31 провінції країни оголосили червону тривогу. Близько 3300 жителів низинних районів були евакуйовані на висоту перед штормом. Ще 352 людини перебували в урядових притулках.
Франклін приніс сильні опади та вітер, завдавши шкоди будівлям і будинкам, залишивши численні громади ізольованими. Майже 350 000 будинків залишилися без світла, а 1,6 мільйона будинків були відрізані від питної води. Близько 830 000 користувачів акведуків постраждали після того, як близько 120 акведуків були виведені з експлуатації. Санто-Домінго зафіксував 330,7 мм (13,02 дюйма) опадів. Двоє людей, у тому числі підліток, загинули. 15-річний хлопець загинув після падіння в Ріо-Нігуа, а інший чоловік загинув у Сан-Крістобалі, коли намагався перетнути яр. Ще один чоловік вважається зниклим безвісти після того, як впав у яр у Санто-Домінго Оесте. Уряд повідомив, що збиток від шторму склав $90 мільйонів.

### Гаїті
Агентство цивільного захисту Гаїті попередило жителів про сильні вітри та дощі, які очікуються, коли шторм досягне суші. Прем'єр-міністр Гаїті Аріель Анрі закликав жителів запастися необхідними речами, такими як їжа, вода та ліки.

### Бермудські Острови
Було скасовано кілька рейсів, які вилітали на Бермудські острови. Франклін приніс тропічний штормовий вітер на північні береги острова 30 серпня, що призвело до відключень електроенергії в 300 помешканнях. Декілька човнових круїзних маршрутів, які відправлялися до Бермудських островів, постраждали через ураган.